# Mona Vanderwaal
Mona Vanderwaal è uno dei personaggi principali della serie televisiva statunitense Pretty Little Liars, tratta dall'omonima serie di romanzi di Sara Shepard. Ideata da Marlene King, è interpretata da Janel Parrish e nella versione italiana è doppiata da Joy Saltarelli.
Nell'episodio finale della seconda stagione, Mona si rivela essere l'originale e la prima A, affermando di esserlo diventata come vendetta verso Aria, Spencer ed Emily per averle portato via Hanna, la sua unica amica.
Nella serie di libri, Mona è inoltre infuriata con le ragazze perché lo scherzo che ha accecato la sua vicina di casa Jenna (organizzato in realtà da Alison) le aveva procurato molte cicatrici su tutto il corpo. Nella serie televisiva, Mona non era con Jenna al momento dell'incidente.

## Casting
All'audizione per il personaggio si erano presentate anche Sasha Pieterse e Torrey DeVitto, ma il ruolo è stato assegnato a Janel Parrish. Sasha Pieterse avrebbe poi interpretato Alison, mentre Torrey avrebbe interpretato Melissa, la sorella di Spencer.

## Personaggio
Nei romanzi e nella serie tv, Mona è introdotta come una ragazza sola e impopolare, vittima di bullismo e critiche crudeli da parte di Alison. Sempre nei libri, Mona è fisicamente descritta come alta, bionda platino, con gli occhi blu e alcune lentiggini sul viso mentre nella serie è mora, bassa (lei e Aria condivono esattamente la stessa altezza) e con profondi occhi marroni. Sia nella serie che nei romanzi, Mona non dimenticherà né perdonerà mai Alison per averle rovinato la vita e continuerà a covare vendetta e rancore nei confronti delle ragazze di Rosewood.
Dopo la scomparsa di Alison, Mona e Hanna diventeranno migliori amiche e cominceranno a taccheggiare nei negozi e a fare bullismo su ragazzi come Lucas. Tuttavia, quando Aria ritornerà a Rosewood, Hanna si riunirà con il vecchio gruppo ignorando Mona. Questo, unito al rancore verso il bullismo delle ragazze contribuisce a fare in modo che Mona diventi A, una stalker che minaccia con sms le quattro amiche di rivelare tutti gli oscuri segreti riguardo alla scomparsa di Alison e ricattarle.
Mona è una persona estremamente intelligente, furba e autocosciente. Tuttavia a causa dell'impopolarità precedente, Mona è anche interiormente insicura e psicologicamente molto fragile, e per ciò ha costantemente bisogno (almeno all'inizio) di attenzioni e popolarità.

## Nei romanzi

### Pretty Little Liars
Mona viene presentata, come nella serie tv, come una ragazza sola e vittima di bullismo. Tuttavia diventa la migliore amica di Hanna e insieme si dedicano a furti e taccheggi. In seguito Hanna entrerà in conflitto con Mona, che la accusa di passare più tempo con le appena ritrovate amiche che con lei.

### Flawless e Perfect
È in arrivo il compleanno di Mona, così Hanna e le amiche Naomi e Riley la accompagnano nei preparativi della festa. Tuttavia, Mona e Hanna litigano e Hanna viene esclusa dalla festa di compleanno. Dopo la festa di Mona, Hanna riceve l'ennesimo sms di A (Mona), ma poiché ha cambiato cellulare le è visibile il mittente: Mona. Tuttavia, mentre si precipita a dirlo alle amiche, Mona la investe nel parcheggio provocandole una amnesia che le fa dimenticare l'identità di A.

### Incredible
Mona assiste Hanna in ospedale e piange perché la ragazza è entrata in coma. Al suo risveglio, Mona si scusa di aver litigato con lei e le propone di tornare amiche. Successivamente, mentre Mona si trova da sola con Spencer, Hanna ricorda l'identità di A, ma Mona intercetta il messaggio, tuttavia decide di rivelare a Spencer la propria identità. Mona minaccia Spencer di ucciderla se non si allea con lei. Spencer scappa e dopo una lunga lotta nel bosco Spencer fa cadere mona giù da un dirupo dove sopravvive e viene rinchiusa al Radley Sanitarium.

## Nella serie televisiva
Nelle serie televisiva, Mona ha un ruolo molto più importante di quello che ricopre nei romanzi. La sua vita non si esaurisce affatto dopo la lotta con Spencer nel finale della seconda stagione, bensì continuerà ad essere nelle successive stagioni una dei protagonisti.

### Prima stagione
Mona è vista dapprima in flashback di Aria che la ricorda come una ragazza impopolare con i codini di cavallo e gli occhiali, che Alison era solita evitare, prendere in giro e schernire senza alcuna pietà. Mentre Aria trascorre un anno sabbatico in Islanda, Mona subisce una forte trasformazione e diventa, con Hanna, la ragazza più popolare della Rosewood High. Come nei romanzi, Mona e Hanna litigheranno a causa di un falso messaggio che A invierà ad Hanna. Hanna e Mona torneranno amiche, ma il loro rapporto si sgretolerà pian piano quando Mona si mostra contraria alla relazione tra Hanna e Caleb.

### Seconda stagione
Mona si rende conto dei misteriosi avvenimenti che riguardano le liars, come i filmati di Ian e gli strani comportamenti di Jenna Marshall, ma continua indisturbata la sua attività di A. Si legherà sentimentalmente a Noel Khan, tuttavia Noel lascerà la ragazza per Jenna. Quando anche Mona comincerà a ricevere messaggi da A, si unirà al gruppo delle liars. Nel finale della seconda stagione, Mona è ancora amica delle ragazze, anche se durante la sera del ballo studentesco, Spencer scopre la sua identità di A. Mona prende in ostaggio Spencer e cerca di obbligarla ad unirsi a lei, ma la ragazza rifiuta. Nel frattempo, anche Hanna, Aria ed Emily capiscono che Mona è A e corrono a salvare la amica. Mona cerca di uccidere Spencer, ma questa la spinge giù dal burrone. Mona (a differenza dei libri) sopravvive e viene reclusa al manicomio Radley Sanitarium, dove riceve la visita di Cece Drake, sotto l'identità di Cappotto Rosso, con la quale si capisce essere in combutta.

### Terza stagione
Ancora rinchiusa al Radley, Mona continua la sua attività di A, diventando però più violenta e forte grazie agli strumenti e agli alleati forniti da BigA (il capo del gruppo criminale, di cui però Mona non conosce ne sesso ne identità). In questa stagione gli omicidi a Rosewood vedranno un drastico aumento per opera di BigA aiutato a distanza da Mona. saranno uccisi Garrett e il detective Wilden, nonché lo stalker di Maya, la fidanzata di Emily. Mona recluta all'interno del gruppo anche Toby Cavannaugh (fidanzato di Spencer) e la stessa Spencer. Entrambi i ragazzi, in realtà, si alleano con BigA solo per scoprire indizi sui misteri di Rosewood. In realtà è ancora affezionata ad Hanna, per questo le fornisce, tramite un codice segreto, l'indirizzo di un sito web che rivela l'assassino di Maya (Nate). A metà della stagione, viene dimessa dal Radley e cerca difficilmente di reintegrarsi nella società. Rivela alle ragazze di non conoscere l'identità del suo capo, ma di stare cercando di incastrarlo attirandolo in una villetta di campagna. Le quattro ragazze però fraintendono la cosa, pensando che Mona sia ancora l'unica A, e finiscono tutte e cinque per rimanere prigioniere del cottage mentre qualcuno appicca un violento incendio. Tuttavia, le ragazze si salvano grazie ad Alison, ancora viva, che travestita riesce a sfuggire a BigA e a tirare le amiche fuori dalla casetta.
Tornate tutte a Rosewood trovano in strada l'auto di Wilden (che Mona aveva precedentemente posizionato nel garage di Hanna e che poi quest'ultima con Aria l'aveva buttata in un lago) dove aprono un bagagliaio con dentro un maiale morto e all'interno della macchina un filmato registrato che mostra Ashley Marin (la madre di Hanna) investire il detective Wilden.

### Quarta stagione
Nella quarta stagione, Mona continua ad essere una alleata di Aria, Hanna, Emily e Spencer, fino a quando Ezra Fitz (fidanzato e insegnante di Aria) non la costringe a lavorare per il libro che l'uomo sta scrivendo. Il ragazzo, infatti, la ricatta, facendo leva sul suo precedente alter ego di A. Scopre inoltre, che il detective Wilden non era stato ucciso dalla madre di Hanna. Jenna e la sua ragazza Shana hanno infatti aiutato l'uomo a rialzarsi dopo essere stato investito. Tuttavia, poco dopo, Cece Drake, pagata da BigA, spara a Wilden uccidendolo a sangue freddo davanti alle rive di un laghetto nel bosco. Successivamente, però, sembra fare il doppio gioco con le liars, mostrandosi amichevole, ma anche aiutando BigA a scoprire indizi sulle quattro ragazze. Per fare ciò, si serve del fratello di Aria, Mike, ma finisce per innamorarsi di lui. Nella puntata finale, Mona e le liars scoprono in maniera certa che Alison è viva e si rifugia a New York. Alison incontra le amiche e dopo averle riabbracciate, racconta loro di aver incontrato Mona il giorno in cui avevano cercato di ucciderla. Mona l'aveva convinta a lasciare la città, così da ottenere ciò che aveva sempre voluto: la scomparsa di Alison dalla sua vita.

### Quinta stagione
Mona sarà traumatizzata del ritorno a Rosewood di Alison, in quanto si sentirà di nuovo una facile preda al suo bullismo. Questa volta però, Mona raduna un vero e proprio esercito di ragazzi che erano stati vittima delle bravate di Alison e finisce per mettere tutta la scuola contro di lei. Successivamente però Alison, grazie al suo carisma, porterà tutti dalla sua parte contro Mona (eccetto Lucas che continuerà a restarle fedele), che tornerà ad essere vittima delle prepotenze di Alison. Più avanti anche Aria, Hanna, Spencer ed Emily si accorgono di quanto Alison sia pericolosa, falsa e bugiarda, per cui decidono di unirsi a Mona e allontanarsi dalla ex-amica prima che questa riveli i loro segreti facendole arrestare. In breve, Mona raduna prove che collegavano Alison e la sua famiglia alla ragazza uccisa anni prima che era stata scambiata come Alison, Bethany Young, e dimostra che Alison potrebbe essere BigA. Chiama le ragazze per invitarle e casa sua e illustrare la sua teoria.
Purtroppo, mentre è ancora da sola, BigA entra in casa e dopo una violentissima e sanguinolenta lotta uccide Mona. Subito dopo Ezra e le ragazze (meno Spencer che è stata arrestata per l'omicidio di Bethany) entrano in casa e capendo l'accaduto telefonano alla polizia. Tuttavia, Mona viene dichiarata morta dalla quantità di sangue trovata su pareti e mobili. Hanna è traumatizzata dall'evento e scoppia in lacrime, poiché alla fine Mona era ritornata ad essere sua amica, nel frattempo BigA posiziona la bambola di Mona nel presepe di Emily, ruba la statua di Gesu e la pone nel cofano della sua auto con all'interno il cadavere della ragazza.
Tre mesi dopo il corpo di Mona è ancora disperso e si sta tenendo il suo funerale, Alison viene arrestata e condannata al carcere per l'omicidio di Mona e Aria, Hanna, Emily e Spencer vengono arrestate separatamente come complici. Mentre sono sul furgone che le conduce in galera, vengono intercettate e rapite da BigA. Si risvegliano all'interno di una gigantesca "casa per bambole" sotterranea, in cui loro tutte sono le bambole. BigA le tiene prigioniere. Esplorando la casa, trovano Mona viva (vestita come Alison la notte del 1º settembre del 2009) che suona il pianoforte, BigA aveva simulato la sua morte e l'aveva rapita. Mona confessa alle ragazze di avere una idea: approfittare del finto ballo che BigA le costringe a organizzare e poi far saltare la corrente e fuggire. Dopo aver accecato BigA e fatto saltare la luce, le ragazze trovano un'uscita, ma si rendono conto che anche all'esterno la casa è circondata da una rete elettrificata. Sono ancora in trappola.

### Sesta stagione
Dopo aver tentato di fuggire insieme alle ragazze dalla casa delle bambole, Mona verrà punita da A il quale la isola in un pozzo. Mona viene successivamente salvata dalle Liars e, con loro, riesce ad uscire della casa delle bambole.
Tornata a Rosewood dopo un lungo periodo di riposo, Mona dovrà fronteggiare l'ex amica Lesli Stone, la quale nasconde alcuni segreti e ricatta Mona in cambio di un suo aiuto. Mona dunque entra al Radley, ormai chiuso, per rubare i documenti di Lesli la quale era una paziente e conosceva sia Charles che Bethany, tuttavia Mona viene scoperta da Spencer e Hanna alle quali è costretta a dire la verità. Al ballo di fine anno, Mona si presenta alle ragazze e insieme arrivano alla sede della Carissimi gruppo, da lì assiste alla rivelazione di A nella stanza segreta. Dopo che Cece si è rivelata essere Charles DiLaurentis, Mona confessa di aver ucciso Bethany Young pensando fosse Alison e una volta internata al Radley scambiava, per colpa delle pillole che i medici le davano, Cece per Alison raccontandole dei segreti delle Liars. Tuttavia Mona non va con le Liars quando queste decidono di andare al Radley per salvare Alison, decide di rimanere a guardare per vedere come va a finire la storia.

## Accoglienza
Il personaggio è stato molto ben accolto dal pubblico, tanto da essere definito a volte come il personaggio migliore per via della sua natura misteriosa e imperscrutabile.